# Age of Wonders (серия игр)
Age of Wonders — серия пошаговых стратегических компьютерных игр, созданных Triumph Studios. Характерные черты серии: система глобальных заклинаний, набор опыта войсками, участие в боях больших армий, большое количество специальных способностей у войск.

## Игры серии
- Age of Wonders (1999)
- Age of Wonders 2: The Wizard’s Throne (2002)
- Age of Wonders: Shadow Magic (2003) — независимое дополнение к The Wizard’s Throne
- Age of Wonders 3 (2014)
- Age of Wonders: Planetfall (2019) — спин-офф, выполненный в другом сеттинге
- Age of Wonders 4 (2023)